# Allie Long
Allie Long (Northport, 13 agosto 1987) è una calciatrice statunitense, centrocampista del Brooklyn.

## Carriera

### Club
Per tutta la carriera calcistica il difensore la trascorre in NWSL eccetto nella stagione 2011-2012 a Parigi.
Con il Paris Saint-Germain la giocatrice segna 4 reti e successivamente militando in NWSL con il Portland Thorns colleziona 102 presenze e ben 30 reti.

### Nazionale
Con la nazionale statunitense  debutta nel 2014 .
Con la squadra statunitense si aggiudica 2 campionati nel 2013 e nel 2017.

## Palmarès

### Calcio universitario
- NCAA Division I Women's Soccer Championship: 1

North Carolina Tar Heels: 2008

### Club
- National Women's Soccer League: 2

Portland Thorns: 2013, 2017

### Nazionale
- Campionato mondiale: 1

Francia 2019
- SheBelieves Cup: 1

2018
- Tournament of Nations: 1

2018